# Wolf Karni
Wolf Karni (Viborg, 1911. február 4. – Helsinki, 1996. január 31.) finn nemzetközi labdarúgó-játékvezető, nemzeti kézilabda bíró. A kézilabda élvonalában 167 találkozót irányított.

## Pályafutása

### Sportolóként
1935-ben a Kadur Viborg labdarúgója, 1942–1944 között a Makkabi Helsinki klubban kézilabdázott.

### Nemzeti játékvezetés
Nemzeti labdarúgó-szövetségének megfelelő játékvezető bizottságai minősítése alapján jutott magasabb osztályokba. A küldési gyakorlat szerint rendszeres partbírói szolgálatot is végzett. Az aktív játékvezetéstől 1957-ben vonult vissza.

#### Nemzeti kupamérkőzések
Vezetett kupadöntők száma: 1.

##### Finn labdarúgókupa
| Időpont           | Helyszín                   | Mérkőzés típusa | Mérkőzés     | Eredmény | Nézők száma |
| ----------------- | -------------------------- | --------------- | ------------ | -------- | ----------- |
| 1957. október 27. | Olimpiai Stadion, Helsinki | döntő           | IF Drott–KPT | 2 – 1    | 3907        |

### Nemzetközi játékvezetés
A Finn labdarúgó-szövetség Játékvezető Bizottsága (JB) terjesztette fel nemzetközi játékvezetőnek, a Nemzetközi Labdarúgó-szövetség (FIFA) 1949-től tartotta nyilván bírói keretében. Több nemzetek közötti válogatott és klubmérkőzést vezetett, vagy működő társának partbíróként segített. Első válogatott mérkőzését az 1948–1951 között rendezett Skandináv Bajnokság keretében vezette. A  nemzetközi játékvezetéstől 1955-ben búcsúzott. Válogatott mérkőzéseinek száma: 8.
| Időpont          | Helyszín               | Mérkőzés típusa             | Mérkőzés         | Eredmény | Nézők száma |
| ---------------- | ---------------------- | --------------------------- | ---------------- | -------- | ----------- |
| 1955. június 12. | Ullevaal Stadion, Oslo | utolsó válogatott mérkőzése | Norvégia–Románia | 0 – 1    | 17 506      |

#### Olimpiai játékok

##### 1952. évi nyári olimpiai játékok
Az 1952. évi nyári olimpiai játékok labdarúgó tornáján a FIFA JB bírói szolgálatra alkalmazta.

###### Labdarúgás az 1952. évi nyári olimpiai játékokon
| Időpont          | Helyszín                      | Mérkőzés típusa   | Mérkőzés                 | Eredmény | Nézők száma |
| ---------------- | ----------------------------- | ----------------- | ------------------------ | -------- | ----------- |
| 1952. július 15. | Ratina Stadion, Tampere       | selejtező         | Dánia–Görögország        | 2 : 1    | 7 000       |
| 1952. július 24. | Városi Stadion, Kotka         | egyik negyeddöntő | Magyarország–Törökország | 7 : 1    | 20 000      |
| 1952. július 25. | Pallokenttä Stadion, Helsinki | egyik negyeddöntő | Jugoszlávia–Dánia        | 5 : 3    | 10 000      |
| 1952. július 29. | Olimpiai Stadion, Helsinki    | egyik elődöntő    | Jugoszlávia–NSZK         | 3 : 1    | 20 000      |

#### Skandináv Bajnokság
Nordic Championships/Északi Kupa labdarúgó tornát Dánia kezdeményezésére az első világháború után, 1919-től a válogatott rendszeres játékhoz jutásának elősegítésére rendezték a Norvégia, Dánia, Svédország részvételével. 1929-től a Finnország is csatlakozott a résztvevőkhöz. 1983-ban befejeződött a sportverseny.
| Időpont              | Helyszín              | Mérkőzés típusa | Mérkőzés       | Eredmény |
| -------------------- | --------------------- | --------------- | -------------- | -------- |
| 1949. szeptember 11. | Nemzeti Stadion, Oslo | csoportmérkőzés | Norvégia–Dánia | 0 : 2    |

## Külső hivatkozások
- Wolf Waldemar Karni. World Referee. [2012. október 1-i dátummal az eredetiből archiválva]. (Hozzáférés: 2012. november 11.)
- Wolf Waldemar Karni. eu-football.info. (Hozzáférés: 2012. november 11.)
- Wolf Waldemar Karni. amitys.com. (Hozzáférés: 2015. július 4.)
- Wolf Waldemar Karni. snipview.com. [2015. július 9-i dátummal az eredetiből archiválva]. (Hozzáférés: 2015. július 4.)
- Wolf Waldemar Karni. abo.fi. (Hozzáférés: 2015. július 4.)

| Elődje: Aatos Marttila | Finn labdarúgókupa döntő 1957 | Utódja: Arne Eriksson |